# Аван (Росія)
Ава́н (рос. Аван) — село у складі Вяземського району Хабаровського краю, Росія. Адміністративний центр та єдиний населений пункт Аванського сільського поселення.

## Населення
Населення — 760 осіб (2010; 768 у 2002).
Національний склад (станом на 2002 рік):
- росіяни — 92 %